# Reichelt
Reichelt ist ein deutscher Familienname.

## Namensträger

### A
- Andreas Reichelt (* 1950), deutscher Fußballspieler
- Andreas Artur Reichelt (* 1977), deutscher Schriftsteller

### B
- Bernd Reichelt (* 1957), deutscher Bauingenieur und Hochschullehrer

### C
- Christiane Reichelt, deutsche Schauspielerin

### D
- Daniel Reichelt (* 1974), deutscher Jurist, Richter am Bundesgerichtshof
- David Reichelt (* 1986), deutscher Komponist

### E
- Elfriede Reichelt (1883–1953), deutsche Fotografin
- Elisabeth Reichelt (1910–2001), deutsche Sängerin (Sopran)
- Ernst Reichelt (1905–1967), deutscher Arzt

### F
- Fe Reichelt (1925–2023), deutsche Tänzerin, Choreografin und Tanztherapeutin
- Felix Reichelt (* 1994), deutscher Musikproduzent und DJ
- Franz Reichelt (1878–1912), österreichischer Schneider und Fallschirmkonstrukteur

### G
- Georg Reichelt (1919–2014), deutscher Politiker (SPD), MdBB
- Gerhard Reichelt (* 1931), deutscher Fußballspieler und -trainer
- Günter Reichelt (* 1957), deutscher Ringer
- Günther Reichelt (1926–2021), deutscher Biologe, Geograph und Naturschützer

### H
- Hannes Reichelt (* 1980), österreichischer Skirennläufer
- Hans Reichelt (Indogermanist) (1877–1939), österreichischer Indogermanist, Iranist und Hochschullehrer
- Hans Reichelt (1925–2025), deutscher Politiker (DBD)
- Hans-Jürgen Reichelt (* 1956), deutscher Maler, Grafiker und Restaurator
- Heinrich Moritz Reichelt (1813–1886), sächsischer Markscheider
- Helmut Reichelt (* 1939), deutscher Ökonom und Philosoph
- Herbert Reichelt (1951–2019), deutscher Autor
- Hermann Reichelt (1878–1914), deutscher Flugpionier
- Hubert Reichelt (1878–1938), deutscher römisch-katholischer Geistlicher und Märtyrer

### I
- Ingeborg Reichelt (1928–2022), deutsche Sängerin (Sopran)

### J
- Johann Reichelt (1877–1939), österreichischer Sprachwissenschaftler, Indogermanist
- Johannes Reichelt (Politiker) (1904–1995), deutscher Politiker (SPD)
- Johannes Reichelt (* 1980), österreichischer Skirennläufer, siehe Hannes Reichelt
- Julian Reichelt (* 1980), deutscher Journalist, ehemaliger Chefredakteur der Printausgabe von Bild
- Julius Reichelt (1637–1717), deutscher Astronom, Geograph und Mathematiker
- Jutta Reichelt (* 1967), deutsche Buchautorin

### K
- Karl Reichelt (Mediziner) (Karl Ludwig Reichelt; 1933–2016), norwegischer Mediziner und Ernährungswissenschaftler
- Karl Ludvig Reichelt (1877–1952), norwegischer Religionsgelehrter und Missionar
- Karl Ottomar Reichelt, eigentlicher Name von Tom Reichelt (Maler) (1920–2004), deutscher Maler

### L
- Leonhard Reichelt, deutscher Amtshauptmann und Landrat

### M
- Manfred Reichelt (1947–1996), deutscher Maler
- Matthias Reichelt (* 1955), deutscher freier Kulturjournalist, Autor und Kurator
- Marion Reichelt (* 1962), deutsche Leichtathletin
- Minna Reichelt (1842–1906), deutsche Diakonissin, Lehrerin und Journalistin
- Moritz Reichelt (* 1955), deutscher Musiker und Maler

### O
- Ottomar Reichelt (1853–1911), deutscher Architekt

### P
- Patrick Reichelt (* 1988), deutsch-philippinischer Fußballspieler
- Paul Reichelt (1898–1981), deutscher General
- Peter Reichelt (Politiker) (* 1938), deutscher Chemiefacharbeiter und Mitglied der Volkskammer der DDR
- Peter Reichelt (* 1958), deutscher Autor und Produzent

### R
- Rolf Reichelt (1942–2021), deutscher Jazzjournalist und Therapeut
- Rudolf Reichelt (1890–1971), deutscher Ruderer

### S
- Sacha Reichelt (* 1980), deutscher Politiker (parteilos), Bürgermeister von Euskirchen
- Sara Reichelt (* 1964), deutsche Schriftstellerin
- Sonja Reichelt (* 1965), deutsche Schauspielerin und Synchronsprecherin

### T
- Theo Reichelt (* 1931), deutscher Fußballspieler
- Tom Reichelt (Maler) (eigentlich Karl Ottomar Reichelt; 1920–2004), deutscher Maler
- Tom Reichelt (Skilangläufer) (* 1982), deutscher Skilangläufer

### V
- Victoria Reichelt (* 1996), deutsche Journalistin, Moderatorin und Influencerin

### W
- Walter Reichelt (1923–2002), deutscher Schauspieler und Synchronsprecher
- Will Reichelt, Spezialeffektkünstler
- Willy Reichelt (1880–1946), deutscher Politiker (NSDAP)